# فیرویلا (فلوریدا)
فیرویلا (به انگلیسی: Fairvilla) یک منطقهٔ مسکونی در ایالات متحده آمریکا است که در شهرستان اورنج، فلوریدا واقع شده‌است. فیرویلا ۲۹٫۸۷ متر بالاتر از سطح دریا واقع شده‌است.